# Превођење
Превођење је процес преноса значења текста из једног у други језик. Како текстови могу бити усмени или писани, тако и превођење може бити усмено или писмено. У српском језику постоји један термин за обе врсте превођења, док у бројним другим језицима постоје различите речи за различиту врсту превођења. Исто као што је и сам језик прво постојао само у усменом облику, тако се и превођење прво јавило као усмено, а тек касније као писано. Особа која преводи зове се преводилац (ж.р. преводитељка) и, поред изузетно доброг познавања језика са којег преводи и свог матерњег језика, потребно је и да једнако добро познаје обе културе како би пренела смисао текста. И код усменог и код писаног превођења најчешће се преводи на матерњи језик, мада у случајевима када преводилац изузетно добро познаје и други језик, може да преводи и на њега.
Резултат ове радње назива се преведени текст или превод. Ако се са полазног језика преводи говор, у питању је усмено превођење, а ако се преводи текст, превођење је писмено. Усмено превођење може бити истовремено (симултано), ако се говор преводи у исто време док се слуша, и узастопно (консекутивно), ако се прво чује део говора, па се преведе. Дисциплина која систематски проучава теорију, опис и примену превођења назива се традуктологија.
Док је усмено превођење несумњиво постојало и пре појаве писма, писмено превођење је настало тек након појаве писане књижевности. Постоје делимични преводи Епа о Гилгамешу на тадашње језике Блиског истока настали око 2000. п. н. е.
Како превођење траје дуго, од четрдесетих година двадесетог века покушава се наћи начин за аутоматизовање превођења коришћењем машина (машинско превођење) или за механичко пружање помоћи преводиоцу (превод потпомогнут програмом). Појава интернета омогућила је стварање светског тржишта преводилачких услуга и омогућила је лако локализовање језика.

## Усмено превођење
Када је реч о усменом превођењу, у зависности од тога да ли се превод може чути у исто време када говорник изговара свој текст или тек након што је завршио своје излагање, превођење може бити симултано или консекутивно.

### Симултано превођење
Симултано превођење се може одвијати из кабине, или шапутањем ономе коме се преводи (тзв. шишотаж). Симултано се може преводити и на знаковни језик.
Превођење из кабине може да се одвија тако што се преводи са језика говорника на разне друге језике, или, уколико нема преводилаца који би директно превели са језика говорника на језик слушаоца, тако што се направи тзв. релеј, односно у једној кабини се преводи на један језик, а потом из других кабина са тог језика преводе на остале. Уколико постоји само једна таква кабина, то се назива пивот. Могуће је такође и да преводилац који довољно добро познаје више од једног језика мења кабину у којој ради током састанка (cheval - француска реч за коња).
Код тзв. шапутања преводилац тихо преводи слушаоцу, тако да је потребно да се налази врло близу њега. Због тога се на овај начин обично преводи једној особи, ређе малом броју људи.
Будући да је потребна изузетна концентрација да се чује полазни текст и да се прецизно преведе на циљни језик, код симултаног превођења преводиоци раде у пару и смењују се сваких десет до тридесет минута.

### Консекутивно превођење
Код ове врсте превођења преводилац памти, уз помоћ белешки, оно што су говорници изговорили и затим то преноси на другом језику.

## Рачунарски потпомогнуто превођење
Рачунарски потпомогнуто превођење, такође познато и под називом машински потпомогнуто људско превођење (MAHT) и интерактивно превођење је облик превођења при којем особа ствара циљани текст уз помоћ рачунарског програма. Машина потпомаже особи која преводи.
Рачунари која се користе за овакво превођење превођење могу укључивати софтвере за стандардне речнике и граматику. Рачунар обично садржи низ специјализираних програма укључујући преводитељску меморију, управљање терминологијом, индексацију и контекстуализацију речи те програме за поравнање. Ови алати убрзавају и олакшавају људско превођење, али они сами не преводе, за то се користи машинско превођење.

## Модеран превод
Како се један језик развија, раније верзије језично-изворних текстова или стари преводи могу постати тешки за разумевање читаоцима. Такав текст може бити преведен на више модерних језика, као на пример модерни енглески превод, или модернизовани превод. Такви савремени преводи се примењују у књижевности класичних језика, као што су латински или антички грчки језик, посебно у Библији или у књижевности ранијих фаза на истом језику, као и са делима Вилијама Шекспира (који су у великој мери разумљиви модерној публици, иако с нешто потешкоћа), или Џефрија Чосера са Кантербуршким причама (што обично није разумљиво савременим читаоцима).
Модерни превод често укључује књижевну учесталост и текстуалну ревизију. То је посебно значајно у случају Библије, и Шекспира, где модерна наука може произвести битне текстуалне промене.

## Превођење језика
Превођење и тумачење језика олакшава говорну и писано-језичну комуникацију, између корисника различитих језика. Преводитељске студије су студије за систематско проучавање теорије, описа и примене тумачења и превођења.

## Врсте
У главне врсте превода убрајају се:
- превод на конференцијама
- судски превод
- превођење у јавном сектору
- превођење у медијима
- књижевно превођење

### Конференцијско превођење
Конференцијско превођење односи се на тумачење на конференцији или великом састанку. Појавом вишејезичних састанака битно се смањила количина превођења у последњих 20 година.
Тумачење на конференцијама подељено је на два дела:
- институционални
- правни

Међународне институције (ЕУ, УН, ЕПО, и тако даље), које држе вишејезичне састанке, често се у пракси сусрећу са тумачењем неколико страних језика у материње језике. Локалне приватне институције имају тенденцију двојезичних састанака (локални језик плус страни). Институционални и правни део се међусобно не искључују. Једино удружење у свету конференцијских преводитеља је Међународно удружење конференцијских преводилаца, које је основано 1953. године. Његово чланство укључује више од 2800 професионалних конференцијских преводилаца, у више од 90 земаља.

### Судско превођење
Судско или правно превођење ради се у судовима, управним судовима, односно на местима где год се одржава правни поступак. Правно превођење може бити консекутивно превођење исказа сведока, или симултано тумачење целокупног поступка, електроничким путем, за једну особу.
Право на тумача за свакога ко не разуме језик суда (посебно за оптуженика у казненом поступку) обично се сматра једним од основних законских права. Дакле, то право често је зајамчено националним уставима, декларацијом права, темељним законима о оснивању правосуђа, или је постављено од стране највиших судова.
Судски тумачи морају имати формално одобрење од државе да могу радити у судовима – а тада се називају овлаштени судски тумачи. На судовима се превођење сматра битним делом доказа. Некомпетентно тумачење, може довести до погрешног тока и резултата истраге.

### Превођење у јавном сектору
Превођење у јавном сектору је врста тумачења која се употребљава у правним, социјалним, и здравственим делатностима, те у установама заштите околине, социјалне заштите и локалне самоуправе. У овој врсти превођења постоје фактори који одређују и утичу на превођење и комуницирање, попут говора, емоционалног садржаја, непријатељског друштвеног окружења, енергетских односа међу учесницима. Из тих разлога врло често тумачи имају висок степен одговорности, а у неким случајевима чак и живот особе зависи од тумача.

### Медијско превођење
Медијским превођењем се проводи посебно за ливе телевизијске емисије попут прес конференција, емисија уживо или интервјуа с политичарима, музичарима, уметницима, спортистима и особама из пословног круга. У овој врсти тумачења, тумач мора седити у звучној кабини, у којој може видети звучнике на монитору. Сва опрема треба се проверити пре почетка снимања. Конкретно сателитске везе се морају проверити и више пута, како би се осигурало да се глас тумача не шаље назад и да не чује само један канал. У случају интервјуа снимљених изван студија и неких актуалних програма, преводилац интерпретира оно шта чује на ТВ монитору. Позадинска бука може представљати озбиљан проблем. Преводилац који ради за медије мора звучати сигурно.
Преводилац обавља конференције за новинаре, интервјуе уживо и тако даље. Ова врста превођења је стреснија од осталих, с обзиром да се преводилац мора носити са широким распоном техничких проблема.